# Acutaspis decorosa
Acutaspis decorosa är en insektsart som beskrevs av Ferris 1941. Acutaspis decorosa ingår i släktet Acutaspis och familjen pansarsköldlöss. Inga underarter finns listade i Catalogue of Life.